# Pyronota aurata
Pyronota aurata är en skalbaggsart som beskrevs av Thomas Broun 1893. Pyronota aurata ingår i släktet Pyronota och familjen Melolonthidae. Inga underarter finns listade i Catalogue of Life.